# Dexter McNabb
Dexter Eugene McNabb (* 9. Juli 1969 in DeFuniak Springs, Florida) ist ein ehemaliger US-amerikanischer American-Football-Spieler. Er spielte drei Saisons auf der Position des Fullbacks in der National Football League (NFL).

## NFL

### Green Bay Packers
McNabb wurde im NFL Draft 1992 als 119. Spieler in der fünften Runde von den Green Bay Packers ausgewählt. Am 28. Juni 1994 wurde er erneut verpflichtet, jedoch am 28. August 1994 wieder entlassen.

### Jacksonville Jaguars
Am 31. Dezember 1994 verpflichteten die Jacksonville Jaguars McNabb. Am 28. August 1995 entließen die Jaguars McNabb.

### Philadelphia Eagles
Am 13. September 1995 verpflichteten die Philadelphia Eagles McNabb. Am 22. Oktober 1995 wurde er von den Eagles entlassen.